# Following the Flag in Mexico
Following the Flag in Mexico er en amerikansk stumfilm fra 1916.

## Medvirkende
- Pancho Villa
- Venustiano Carranza
- Frederick Funston
- John J. Pershing